# Abdullah ibn Saba
Abdullah ibn Saba (arabiska: عبد الله بن سبأ), även känd som Ibn Sawda (lit. Son till den svarta kvinnan), var en judisk konvertit till islam under Uthmans kalifat (644–656). Klassiska sunnimuslimska källor framställer honom som en stamfader till shiaislam. Både shiitiska och sunnitiska källor berättar att en jemenitisk jude vid namn Abdullah ibn Saba var den första personen som offentligt förkunnade att den islamiske profeten Muhammed var den efterväntade messias. Efter Muhammeds död överförde han emellertid sin lojalitet till Ali, och tillkännagav att Ali var messias som skulle återvända (raj'a) vid tidens ände, ridande på molnen.
Moderna historiker har skilt sig åt om Ibn Sabas historicitet. Vissa anser att Abdullah ibn Saba och Ibn al-Sawda bör betraktas som två separata individer (Hodgson). Vissa har beskrivit honom som halvlegendarisk eller legendarisk (Taha Hussein, Bernard Lewis, Wilferd Madelung, Leone Caetani och shia-historiker). Andra som Israel Friedlander, Sabatino Moscati och sunnitiska historiker bekräftar hans existens. Med undantag för Taha Hussein, bekräftar de flesta moderna sunnitiska författare Ibn Sabas existens.
Taha Hussein hävdar att "fabriceringen" av Ibn Saba gjordes av shiaislams fiender; att införandet av ett "judiskt element" skulle misskreditera shiamuslimerna. Han noterade att frånvaron av några uppgifter om att Ibn Saba var närvarande vid slaget vid Siffin tyder på att Ibn Saba är en fiktiv person.